# Asterix en de race door de Laars
Asterix en de race door de Laars (Frans: Astérix et la Transitalique) is het zevenendertigste album uit de stripreeks Asterix. Het is het derde album geschreven en getekend door de nieuwe auteurs, scenarist Jean-Yves Ferri en tekenaar Didier Conrad. De vertaling in het Nederlands is van Frits van der Heide.

## Verhaal
Het verhaal begint met de Romeinse senator Lactus Bifidus die er, als verantwoordelijke voor het onderhoud van de Romeinse wegen, van wordt beschuldigd de daarvoor beschikbare gelden te gebruiken voor het houden van orgieën. Om te bewijzen dat de wegen wel degelijk goed zijn, organiseert hij een wagenrace door Italië, van de Alpen door de hele "laars" tot de Vesuvius. Caesar vindt het een goed idee, mits een Romein de winnaar wordt. Het gaat hem om de eenheid van de volkeren in Italië. Als de winnaar geen Romein wordt, dreigt voor Lactus Bifidus verbanning naar Cyrenaica (Lybië).
Op een markt in Armorica begeleidt Asterix Nestorix naar de tandarts. Obelix laat door een waarzegster zijn hand lezen, en hem wordt een toekomst als kampioen in een gevleugelde wagen voorspeld. Bij wagenhandelaar Krukaspoelix smeert verkoopster Cabrioletta hem even later een racewagen aan op afbetaling ("tien leveringen van elk acht menhirs"). Op de markt wordt het nieuws bekendgemaakt over de race door Italië, waaraan alle volken van de bekende wereld mogen meedoen. Obelix besluit mee te doen, met Asterix als co-menner. Ze vertrekken op een quadriga, uitgezwaaid door alle dorpsgenoten, om de eer van hun dorp te verdedigen op de Transitalia, die hen door alle streken van Italië zal voeren. Ze leren dat Italië veel meer is dan Rome en de Romeinen alleen; het is ook de woonplaats van de Veneti, Etrusken, Umbriërs, Osken, Messapiërs, Apuliërs en nog andere Italiërs.
De twee vrienden reizen via Lugdunum naar Modicia, de startplaats van de wedstrijd. Vanaf Modicia gaat het in vier etappes, via de halteplaatsen Parma, Sena Julia en Tibur naar de Vesuvius bij Neapolis. Asterix en Obelix moeten het opnemen tegen wagens bestuurd door Britten, Perzen, Arabieren (met een wagen getrokken door dromedarissen), Lusitaniërs, prinsessen uit Koush, Helvetiërs (met een slee), Grieken, Etrusken, Calabriërs, Liguriërs, Goten, Sarmaten, Vikingen en Kimbren, en ook de uit eerdere verhalen bekende piraten doen met een wagen mee. De grote favoriet en publiekslieveling is de gemaskerde Siciliaanse wagenmenner Coronavirus, die al MCDLXII (1462) overwinningen op zijn naam heeft, een verwijzing naar het aantal overwinningen dat Gaius Appuleius Diocles in vierspanraces behaalde.

## Personages
- Asterix
- Obelix
- Julius Caesar
- Senator Lactus Bifidus, organisator van de race. Zijn naam verwijst naar Bifidobacterium, in het Frans doorgaans "bifidus" genoemd, een in de darmflora voorkomend geslacht van bacteriën, en meer in het bijzonder naar Bifidobacterium lactis (tegenwoordig meestal als Bifidobacterium animalis subsp. lactis), een door voedingsmiddelenfabrikanten aan sommige producten toegevoegde bacterie die gunstig zou zijn voor de spijsvertering. In reclame-uitingen, onder meer voor Activia, wordt de term "actieve bifidus" gebruikt. Onderaan pagina 4 van het album maakt Caesar tegen Lactus Bifidus de woordspeling: "Wees actief".[4]
- Mozzarella, echtgenote van Lactus Bifidus. Haar naam verwijst naar de kaas mozzarella.
- Cresus Lupus, fabrikant van garum, en sponsor van de race. Zijn naam is een combinatie van Croesus (in het Frans Crésus genaamd), de legendarisch rijke koning van Lydië, en het Latijnse woord voor wolf.
- Krukaspoelix, de wagenhandelaar. Zijn naam verwijst naar een krukaspoelie. In de originele Franstalige uitgave heet hij Pocatalitix, een samentrekking van pot (d'échappement) en catalitique (uitlaat met katalysator).
- Cabrioletta, de assistente van Krukaspoelix. Haar naam is een verbastering van cabriolet, een sportief wagentype, meestal gekenmerkt door een opvouwbaar daksegment. Haar naam in de originele uitgave is Calandra, verwijzend naar een calandre (grille).
- Deelnemers aan de race:
  - Coronavirus, gemaskerde menner, schuilnaam voor de Siciliaan Testus Sterone, en zijn co-menner Bacillus. Coronavirussen vormen een groep van virussen, ten tijde van het uitbrengen van het album al bekend vanwege de SARS-epidemie van 2002 en ook daarvoor al bekend van onder meer verkoudheden. In 2020 ontstond er enige commotie toen enkele complotdenkers het onterecht deden voorkomen alsof Ferri en Conrad al in 2017 de pandemie van 2020 hadden voorspeld.[5][6][7] Testus Sterone is een woordspeling op testosteron. Bacillus is de wetenschappelijke naam van een geslacht van bacteriën.
  - Madmax en Ecotax, Britse menners. Hun namen verwijzen naar het filmpersonage Mad Max en naar de ecotaks.
  - Gustão en Flatrão, Lusitaniërs. Hun namen in de Nederlandstalige editie verwijzen naar antiheld Guust Flater. Hun racewagen vertoont voortdurend gebreken die tijdrovende reparaties vergen. In de originele uitgave heten ze Pataquès (pataquès; een term die betrekking heeft op het in de spraak toevoegen van een extra medeklinker aan het eind van een woord, wanneer het volgende woord met een klinker begint) en Solilès (sot-l'y-laisse; een gastronomische term voor een stuk vlees bij de stuit van gevogelte).
  - de prinsessen Hasjeohfer en Europalahfer, menners uit Koesj (in het album is de Franse vorm Koush gehandhaafd). De eerste naam is een verbastering van haasje-over, de tweede is een woordspeling op Europa en palaveren (breeduit praten). Hun namen in de originele uitgave zijn Toutunafer (toute une affaire; een hele toestand) en Niphéniafer (ni fait ni à faire; slecht gedaan).
  - piraten Roodbaard en Baba. Ze worden in het album niet bij naam genoemd.
  - Senotaf en Dekaf, Vikingen. Naar de cenotaaf, een graftombe zonder lijk, en cafeïnevrije koffie. In de originele uitgave heten ze Ripilaf (riz pilaf; pilavrijst) en Trodtaf (trop d'taf (travail à faire); te veel werk te doen).
  - de Kimbren Zerøgluten en Betåkårøten. Hun namen zijn woordspelingen op glutenvrij en bètacaroteen.
  - Stromanov en Oljoenidislov, Sarmaten. De eerste naam is een woordspeling op 'stroman', een handlanger die werkt in naam van een derde, in obscuriteit gehouden, persoon. De tweede naam verwijst naar All You Need Is Love. In de originele uitgave heten ze Ogouguimov (au goût guimauve; met de smaak van spekjes) en Olyunidislov, dezelfde verwijzing naar het nummer van de Beatles.
  - Purmerinos en Calvados, Grieken. Naar pur mérinos; zuivere merino, en calvados, een Normandische eau de vie. De tweede heet in de originele uitgave Calendos, een volksnaam voor camembert.
  - Kalenetik, Gotisch menner. Kale neet is een scheldwoord. In de originele uitgave is zijn naam Gymtonic, een verwijzing naar het Franse televisieprogramma Gym Tonic, over aerobics, zelf een woordspeling op gin-tonic.
  - Ambetanterix, Belgisch menner. Ambetant is Vlaams voor irritant. In de originele uitgave heet hij Nonantesix (96), een verwijzing naar de Belgisch-Franstalige gewoonte om getallen van negentig tot negenennegentig niet quatrevingt-dix-... te noemen maar nonante-... .

## Plaatsen
- Darioritum, het huidige Vannes. In het Franstalige album bezoeken Asterix, Obelix en Nestorix hier de Foire Itinérante de l'Artisanat Celte (rondtrekkende beurs voor Keltische ambachten), een parodie op de Foire internationale d'art contemporain (fiac; internationale beurs voor moderne kunst), die jaarlijks in Parijs wordt gehouden. In de Nederlandstalige versie bezoeken ze het Tweejaarlijkse Experimentele Festival van Artistieke Frutselarijen (TEFAF), een parodie op The European Fine Art Fair, die, overigens jaarlijks, in Maastricht wordt gehouden.
- Lugdunum, het huidige Lyon
- Modicia, het huidige Monza. Ook de thuisbasis van automerken Fiat en Ferrari, en de locatie van het Italiaanse Grand Prix-circuit waar onder meer formule 1-races plaatsvinden. Dit is de tweede maal dat Modicia voorkomt; eerder was dit in Asterix en de Noormannen, wanneer Hippix, de neef van Heroix, laat weten dat zijn wagen aldaar is gemaakt.
- Venexia, het huidige Venetië (ook al bestond Venetië toen nog niet).
- Parma. In het verhaal komt de parmaham ter sprake, en wordt een toespeling gemaakt op parmezaanse kaas.
- Florentia, het huidige Florence
- Sena Julia, het huidige Siena. In het verhaal wordt een toespeling gemaakt op de Palio, een paardenrace die daar jaarlijks op het schelpvormige Piazza del Campo wordt gehouden.
- Tibur, het latere Tivoli
- Neapolis, het huidige Napels

## Verwijzingen en stereotypen
- Serena en Venus Williams (de prinsessen en deelneemsters uit Koesj)[8]
- Roberto Benigni (journalist op pagina's 13 en 20)
- Bud Spencer (journalist op pagina's 13 en 20)
- Luciano Pavarotti (zingende herbergier op pagina's 20-22)[9][10]
- Leonardo da Vinci (maker van een mozaïek op pagina 24)
- La Gioconda, Mona Lisa (op pagina 26)[10]
- Monica Bellucci (meisje strak in het roze dat een mand vol druiven draagt op pagina 26)
- Alain Prost (Testus Sterone (echte naam van Coronavirus) op pagina 37)[8][9]
- Sophia Loren (dienster op pagina 39)[10]
- Silvio Berlusconi (Cresus Lupus op pagina's 40-42)[8][9]

## Enkele grappen
- In de eerste plaat van het verhaal staat een mijlpaal langs de weg waarop "Roma" naar beide richtingen wordt aangegeven. Alle wegen leiden immers naar Rome.[2]
- Een van de drie paarden van de piraten draagt een zwart lapje over een oog.[11]
- Als Asterix en Obelix de weg kwijtraken, en Asterix opmerkt dat dat komt doordat er met de grenzen is geknoeid, vraagt Obelix: "Kun je knoeien met grenzen?" waarop Asterix antwoordt: "Natuurlijk! Door ze te verleggen bijvoorbeeld!" Hierop reageert Obelix met: "Oh ja? Ik wist niet dat je grenzen kon verleggen..." ("j’ignorais qu’on pouvait déplacer les bornes").[12] Een borne kan in het Frans een grens zijn, maar ook een grenspaal of een mijlpaal. In de Asterix-verhalen fungeren mijlpalen doorgaans ook als dragers voor de bewegwijzering. Het wordt overigens als parodie aangehaald voor de zegswijze "grensverleggend" en "grensoverschrijdend".
- De Kimbren worden in de originele uitgave "Cimbres" genoemd, een woord dat sterk lijkt op en klinkt als het Franstalige woord voor postzegels: "timbres". Als ze door Asterix en Obelix te pakken worden genomen wegens hun sabotage-activiteiten in opdracht van Bifidus, verdedigt de een zich door uit te roepen: "Nøus sømmes de simples esclåves du sénåteur Bifidus! Nøus fåisøns pårtie de så cøllectiøn de Cimbres" (Wij zijn maar eenvoudige slaven van senator Bifidus. Wij zijn onderdeel van zijn Cimbres-verzameling). De ander voegt eraan toe: "En échånge, Bifidus åvåit prømis de nøus åffrånchir!" (Als tegenprestatie had Bifidus beloofd ons vrij te laten; maar affranchir betekent ook "frankeren").[12][13] Deze moeilijk te vertalen grappen zijn in de Nederlandstalige vertaling dientengevolge niet terug te vinden.

## Andere versies
Naast de gewone uitgave is er ook een luxe-editie uitgebracht, 128 pagina's op groot formaat (26,8 × 37,2 cm). Naast het volledige verhaal is deze uitgave aangevuld met dertig pagina's wetenswaardigheden over de totstandkoming van dit boek, en is het volledige verhaal in potlooduitvoering te zien.